# Kafubu
La Kafubu est une rivière du Haut-Katanga dans la république démocratique du Congo et un affluent de la rivière Lwapula. 

## Géographie
La Kafubu prend source au nord de Kipushi, près de la frontière avec la Zambie.
Elle traverse le territoire de Kipushi et le Sud de la ville de Lubumbashi, sert de frontière entre les territoires de Kipushi et de Sakania, et se jette dans la Lwapula.